# Портрет Василия Васильевича Левашова
«Портрет Василия Васильевича Левашова» — картина Джорджа Доу и его мастерской, из Военной галереи Зимнего дворца.
Картина представляет собой погрудный портрет генерал-майора Василия Васильевича Левашова из состава Военной галереи Зимнего дворца.
К началу Отечественной войны 1812 года полковник Левашов служил в Кавалергардском полку и был во многих сражениях с французами, за боевые отличия был произведён в генерал-майоры. Во время Заграничных походов 1813 и 1814 годов был шефом Новгородского кирасирского полка, отличился в сражении при Арси-сюр-Обе и при взятии Парижа, после чего был назначен командиром лейб-гвардии Гусарского полка .
Изображён в генеральском доломане лейб-гвардии Гусарского полка, введённом в 1817 году, на плечо наброшен ментик, через плечо перекинута Анненская лента с лядуночной пеервязью поверх неё. Слева на груди звезда ордена Св. Анны 1-й степени; на шее кресты ордена Св. Владимира 3-й степени и прусских орденов Пур ле мерит и Красного орла 2-й степени; справа на ментике крест ордена Св. Георгия 4-го класса, серебряная медаль «В память Отечественной войны 1812 года» на Андреевской ленте и крест баварского Военного ордена Максимилиана Иосифа 3-й степени. В правом нижнем углу подпись художника (в две строки, частично подтёрто): Geo Dawe [RA] pinxt . Подпись на раме: В. В. Левашевъ, Генералъ Маiоръ.
7 августа 1820 года Комитетом Главного штаба по аттестации Левашов был включён в список «генералов, служба которых не принадлежит до рассмотрения Комитета». Гонорар Доу был выплачен 10 ноября 1820 года. Готовый портрет поступил в Эрмитаж 7 сентября 1825 года.
В. М. Глинка, касаясь взаимоотношений А. С. Пушкина с Левашовым, следующим образом характеризовал работу Доу:

Доу изобразил Левашова в столь хорошо знакомой Пушкину парадной форме лейб-гвардии гусарского полка. Портрет прекрасно передаёт ординарную и тупую внешность истязателя солдат и следователя декабристов. Не случайно одного его из всех позировавших генералов художник показал горделиво подбоченившимся, в классической позе военного щеголя начала XIX века, очевидно свойственной Левашову.

В 1823 году Лондоне фирмой Messrs Colnaghi по заказу петербургского книготорговца С. Флорана с галерейного портрета была сделана датированная 1 января 1823 года гравюра Г. Э. Доу (в части тиража стоит 1822 год без точной даты). Один из сохранившихся отпечатков этой гравюры имеется в собрании Новгородского музея-заповедника (бумага, меццо-тинто, 52 × 39,5 см, инвентарный № РГ-375). Из-за того, что оригинал портрета для снятия гравюры доставлялся в Лондон морем, а навигация в Санкт-Петербурге обычно прекращается в середине—конце октября, галерейный портрет датируется 1820—1822 годом.
В собрании Павловского музея-заповедника есть другой портрет В. В. Левашова работы Доу, этот портрет композиционно повторяет портрет из Военной галереи, но Левашов на нём изображен в поколенном виде сидящим (холст, масло, 103,5 × 87 см, инвентарный № ЦХ-2054-III). Этот портрет датируется около 1825 года, но получается несоответствие изображённых орденов дате написания портрета: Левашов изображён со звездами орденов Св. Владимира 1-й степени и Св. Андрея Первозванного и чрезплечной Андреевской лентой. Звезда ордена Св. Владимира полагалась при 2-й или 1-й степени, Левашов 2-ю степень получил 22 августа 1825 года и тогда звезда должна была быть изображена вместе с шейным крестом, который на портрете отсутствует; 1-ю степень этого ордена Левашов получил 22 августа 1831 года, почти через два года после смерти Доу. Орденом Св. Андрея Первозванного Левашов был награждён ещё позже — 16 апреля 1841 года. Вероятно, эти награды на портрете впоследствии были дописаны неизвестным художником. Этот портрет (или его очень близкая копия) в 1909 году принадлежал Е. В. Ксидо в Санкт-Петербурге и был опубликован великим князем Николаем Михайловичем в «Русских портретах».
Кроме того, в собрании Эрмитажа имеется акварель М. А. Зичи с портретом Левашова, она с небольшим отличием в позе (Левашов показан стоящим) повторяет вариант портрета работы Доу из Павловска (бумага, акварель, графитный карандаш, золотая краска, 21,5 × 17 см (овал), 31,7 × 25,4 (в паспарту), инвентарный № ЭРР-1669).

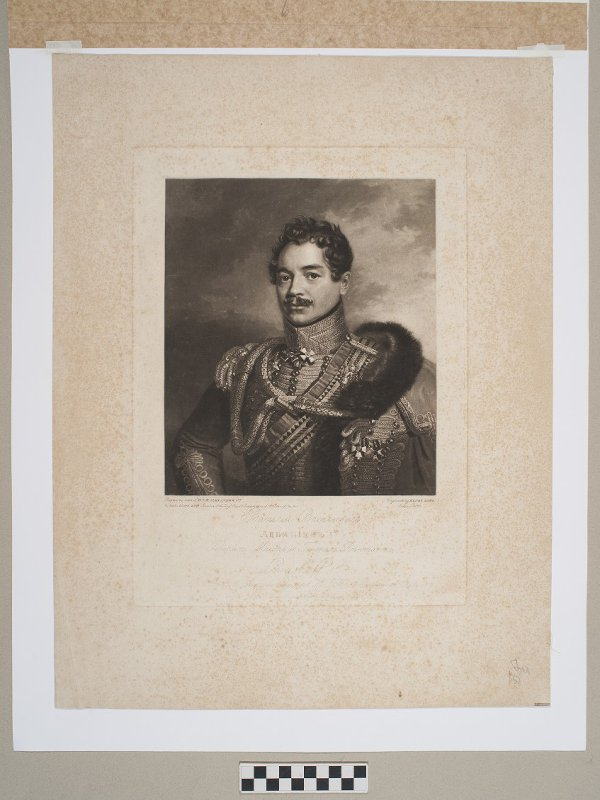
Гравюра Г. Доу
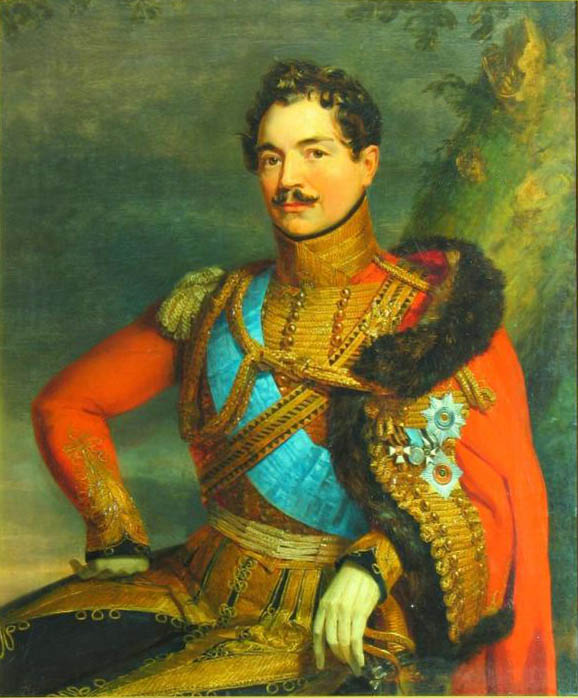
Вариант портрета из Павловска
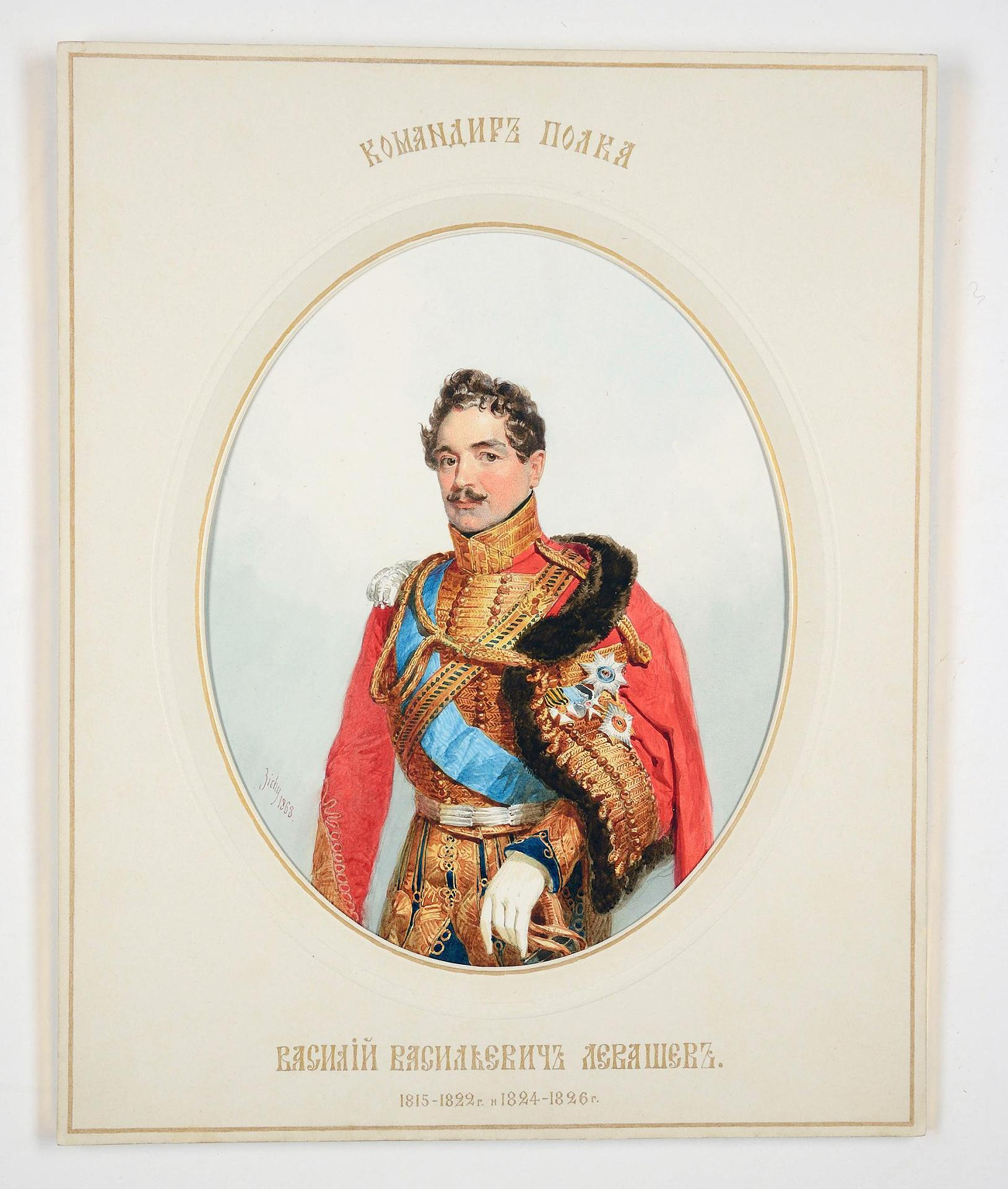
Копия М. Зичи «павловского» варианта